# Hans Arnold Heilbronn
Hans Arnold Heilbronn (* 8. Oktober 1908 in Charlottenburg bei Berlin; † 28. April 1975 in Toronto) war ein deutschstämmiger britisch-kanadischer Zahlentheoretiker.

## Leben und Werk
Heilbronn studierte an der Friedrich-Wilhelms-Universität zu Berlin und wurde Mitglied der Landsmannschaft Ghibellinia im Burschenbunds-Convent. Er wechselte an die Albert-Ludwigs-Universität Freiburg und die Georg-August-Universität Göttingen. Promoviert wurde er 1931 mit einer Doktorarbeit bei Edmund Landau mit der Verbesserung eines Satzes von Guido Hoheisel über Lücken zwischen Primzahlen. Als Jude flüchtete Heilbronn 1933 aus Deutschland nach England, wo er nach Zwischenstationen in Cambridge und Manchester eine Stelle an der Universität Bristol fand.
In Deutschland geriet Heilbronn nach seiner Emigration ins Visier der nationalsozialistischen Polizeiorgane, die ihn als wichtige Zielperson einstuften: Im Frühjahr 1940 setzte das Reichssicherheitshauptamt in Berlin ihn auf die Sonderfahndungsliste G.B., ein Verzeichnis von Personen, die im Falle einer erfolgreichen Invasion und Besetzung der britischen Inseln durch die Wehrmacht von den Besatzungstruppen nachfolgenden Sonderkommandos der SS mit besonderer Priorität ausfindig gemacht und verhaftet werden sollten.
Hier bewies er mit Methoden der analytischen Zahlentheorie, dass die Klassenzahl imaginärquadratischer Zahlkörper {\displaystyle \mathbb {Q} ({\sqrt {-d}})} mit d gegen Unendlich geht. Außerdem bewies er zusammen mit Edward Linfoot, dass es höchstens 10 solche Zahlkörper mit der Klassenzahl 1 gibt (neun waren seit Gauß bekannt), ein wichtiger Fortschritt in dem von Carl Friedrich Gauß stammenden Problem der Bestimmung aller solcher Zahlkörper zu gegebener Klassenzahl. Nach diesen Arbeiten erhielt er eine Einladung von Louis Mordell nach Manchester und ein Jahr später (unter dem Einfluss von Godfrey Harold Hardy) ein Stipendium für das Trinity College der Cambridge University, wo er mit Harold Davenport, den er noch aus Göttingen kannte, an Verbesserungen der Hardy-Littlewood-Kreismethode arbeitete. Außerdem arbeitete er über das Waring-Problem, Zahlkörper mit euklidischem Algorithmus und bewies, dass die Riemannsche Vermutung nicht für die Zetafunktion von Epstein gilt. Im Zweiten Weltkrieg war er kurz interniert und danach in der britischen Armee beim militärischen Geheimdienst. 1946 ging er wieder nach Bristol, wo er 1949 Professor wurde und Dekan der Fakultät. 1964 zog er in die Vereinigten Staaten um, zunächst auf Einladung von Olga Taussky-Todd ans California Institute of Technology. 1964 bis 1975 war er Professor an der University of Toronto. 1970 nahm er die kanadische Staatsbürgerschaft an. Er starb während einer Herzschrittmacher-Operation.
Heilbronn wurde 1951 Fellow der Royal Society in London. Von 1959 bis 1961 war er Präsident der London Mathematical Society. 1970 wurde er zum Mitglied der Royal Society of Canada gewählt.
Zu seinen Studenten zählen der Inder Sarvadaman Chowla und Albrecht Fröhlich.

## Schriften
- Collected Papers. Wiley 1988.
- On the class number of imaginary quadratic fields. In: Quarterly Journal of Mathematics, 1934, Band 5, S. 150–160.
- mit Linfoot: On the imaginary quadratic corpora of class number one. In: Quarterly Journal of Mathematics, 1934, Band 5, S. 293–301.